# Federico Bocchia
Federico Bocchia (Parma, 24 ottobre 1986) è un ex nuotatore italiano.
Specializzato nei 50 metri stile libero, disciplina con cui prese parte ai Giochi olimpici di Rio de Janeiro 2016, ha vinto ai campionati europei in vasca corta tre ori, due argenti e un bronzo e 8 titoli italiani.
La sua peculiarità è la partenza "vintage" a piedi pari (Grab Start) che lo distingue da tutti i suoi colleghi.

## Biografia

### Gli inizi
Federico inizia a nuotare presso il Nuoto Club 91 Parma, nella sua città natale e ci rimane per gran parte della sua lunga carriera. Ottimi riscontri fin da giovane nel 50 stile, sua gara regina, con numerosi Titoli Italiani Giovanili vinti. Con la nazionale giovanile ha debuttato nel 2003 ai Campionati Europei Juniores di Glasgow raggiungendo il 4º posto nei 50 stile e nuotando in staffetta 4x100 stile e 4x100 mista raggiungendo in entrambe la 5ª posizione.
Nel 2004 nella stessa manifestazione europea a Lisbona ha vinto tre medaglie: argento nei 50 m, argento nella 4 × 100 m mista, e bronzo con la 4 × 100 m stile libero.

### 2006-2011
Arrivato nella categoria assoluta ai Campionati italiani primaverili assoluti del 2006 ottiene la medaglia d'argento e subito dopo, ai Campionati italiani estivi assoluti dello stesso anno, la medaglia di bronzo. Ai Campionati italiani invernali assoluti 2006 svolti a Livorno conquista Il suo primo titolo italiano assoluto arrivando all'oro a pari merito con Filippo Magnini con il tempo di 22"93 nei 50m stile Libero Il secondo oro arriva ai Campionati italiani primaverili assoluti del 2007 svolti a Livorno con il crono di 22"57 nei 50m stile libero davanti a Lorenzo Vismara e Giovanni Rossi.
Ai Campionati italiani estivi assoluti del 2007 oltre ad ottenere la medaglia di bronzo nella 4x100m stile libero con il Centro Sportivo Esercito, conquista il suo 2 titolo italiano nei 50m stile libero, arrivando all'oro con 22"63 davanti a Alessandro Calvi e Stefano Garzonio, ottenendo la convocazione alle universiadi di Bangkok in cui è entrato in due finali. Nei Campionati italiani invernali assoluti del 2007 svolti a Riccione in vasca da 25m raggiunge il bronzo con 22"91.
Raggiunge il bronzo con la staffetta 4x100m stile libero con il Centro Sportivo Esercito ai Campionati Italiani primaverili assoluti 2008. Ai Campionati italiani assoluti Estivi del 2008  svolti a Spresiano in vasca da 50m vince il suo quarto titolo italiano con 22"75 davanti a Alessandro Calvi e Andrea Rolla.
Ai Campionati invernali assoluti del 2008 in vasca da 25m conquista il bronzo nei 50m stile libero con 21"61. Ottiene il bronzo anche ai Campionati Italiani Primaverili Assoluti 2009 in vasca da 50m, fermando il crono a 22"26.
Si è distinto nel 2009 andando sul podio con il bronzo ai Giochi del Mediterraneo di Pescara nei 50m stile libero in vasca lunga. Conclude la stagione ai Campionati Italiani Assoluti Estivi del 2009 in vasca lunga da 50m a Pescara. Per lui, il quinto titolo di campione italiano assoluto, record personale, abbattuto per la prima volta in carriera il muro dei 22 secondi in vasca lunga, con 21"93.
Ancora a podio nei Campionati Italiani Invernali Assoluti del 2009 ottenendo l'argento con 21.53. Un altro argento per un secondo posto con 21"94 ai Campionati italiani Invernali Assoluti 2010 e l'oro nella staffetta 4x50 misti del Centro Sportivo Esercito con il tempo di 1'36"26 insieme a Niccolò Beni, Fabio Scozzoli e Federico Turrini.
Ai Campionati italiani invernali assoluti 2011 conquista l'argento con il Centro Sportivo Esercito nella 4x100m misti con Niccolo' Beni, Fabio Scozzoli e Federico Turrini con il tempo di 3"39'48. Durante la 5ª edizione dei Giochi Mondiali Militari svolti a Rio de Janeiro Federico Bocchia vince la medaglia d'argento nei 50m stile libero e due medaglie d'oro con la 4x100m stile libero e 4x200 stile libero. Altro titolo Italiano ai Campionati Italiani Estivi Assoluti del 2011 al polo natatorio del lido di Ostia (Roma) nella staffetta 4x50 misti del Centro Sportivo Esercito con il tempo di 1"35'50 RIS insieme a Niccolo' Beni, Fabio Scozzoli e Paolo Villa.

### 2012-2016
Valgono l'argento per Federico Bocchia i Campionati italiani invernali assoluti 2012 svolti a Riccione, con 22"01. Ottiene il bronzo ai Campionati italiani primaverili assoluti del 2013 in 22"29.
Durante gli assoluti estivi del 2013 Federico Bocchia sfiora ancora una volta il titolo italiano dei 50 stile libero, ma si conferma ai vertici della specialità, chiudendo alle spalle del solo primatista italiano Marco Orsi, ai campionati italiani di categoria Fin in corso di svolgimento al Foro Italico di Roma. Protagonista di un'ottima prestazione, fisso il cronometro su un 22''52 che gli è valso l'argento. Ai Campionati Assoluti invernali del 2013,allo Stadio del Nuoto di Riccione il velocista parmigiano conquista il titolo nella gara velocissima dei 50 stile libero in 22"23.
Vince la medaglia d'argento per Bocchia ai Campionati italiani invernali assoluti del 2014. Arriva ancora sul podio con la medaglia di bronzo ai Campionati italiani primaverili assoluti del 2015. Argento ai campionati italiani invernali assoluti del 2015 durante i quali abbassa il suo personale a 21"27.
Federico Bocchia ottiene il pass olimpico individuale per i 50 stile libero alle Olimpiadi di Rio de Janeiro ipotecato grazie al 22"06 nuotato ai campionati italiani primaverili di Riccione ad Aprile 2016 con il quale ottiene anche l'argento.

### 2016-2019
L’esordio in nazionale maggiore nel 2016, a 30 anni: convocato prima per i Campionati Europei di Londra e subito dopo per le Olimpiadi di Rio qualificandosi ad aprile con il tempo di 22"06 in vasca lunga nei 50 stile.
Durante il 43º Trofeo Nico Sapio a Novembre 2016 alla piscina Sciorba di Genova con 21"39 il King Shark batte sui 50 m stile libero anche il campione olimpico in carica, lo statunitense Anthony Ervin (21"54) e come sempre, a fine gara lo Squalo regala un siparietto ai fan, in vasca corta Bocchia si è sempre trovato a suo agio, ma a Novembre 2016 lo sprinter veniva dall’onda lunga di una stagione positiva, coronata dall'esordio olimpico a Rio. Ai Campionati Italiani invernali 2017 conquista 2 medaglie di bronzo, una nella staffetta 4x50m stile libero con 1'27"51 e nella 4x50m misti con 1"34'00 con i suoi compagni di squadra del SMGM Team Lombardia: Brugnoni Giulio, Cassandra Angelito e Matteo Milli
Nell'estate 2018 si trasferisce in Liguria con l'intento di tornare ai massimi livelli sotto la guida di Stefano Ulivi e cosi, alla prima competizione ufficiale durante il 45º Trofeo Nico Sapio di Genova 2018 é Bocchia show: i 50 stile uomini hanno visto il trionfo di uno straripante Federico Bocchia che si lascia alle spalle una stagione complicata e trionfa in 21"43, secondo posto per lo statunitense Chadwick in 21"58, terzo il neo-azzurro Santo Condorelli che chiude in 21"68, quarto Orsi.
Il 2 marzo 2019 alla prima uscita in vasca lunga da 50m, durante il Trofeo Città di Milano si classifica 3º nei 50 stile libero fermando il crono a 22"73 dietro solo a Vergani e Deplano lasciandosi invece alle spalle Miressi, Dotto, Condorelli, Le Clos e Frigo.

### Campionati Europei
In vasca da 25 metri, ottiene i suoi migliori risultati ai Campionati Europei di vasca corta, con sei partecipazioni:
- Nei Campionati europei in vasca corta del 2009 a Istanbul è finalista nei 50 metri e medaglia di bronzo con la staffetta 4×50 stile con Filippo Magnini, Marco Orsi e Luca Dotto che chiudono in 1'24"84 davanti a Russia e Belgio..
- Ai Campionati Europei del 2011 a Stettino conquista l'oro nella 4x50 stile.
- Ai Campionati Europei di Chartres del 2012 si ferma al 5º posto siglando la finale internazionale con 21"61.
- Nei campionati Europei del 2013 argento a Herning nella 4x50 stile e chiusura con il record italiano della staffetta mixed stile libero in 1'31"77. Federico Bocchia (Esercito / Parma 91) in 21"69, Luca Dotto (Forestale / Larus Nuoto) in 21"31, Giorgia Biondani (Leosport) in 24"47 ed Erika Ferraioli (Esercito) in 1'24"30 vanno al di sotto del tempo limite di 1'32"39
- Nei Campionati Europei del 2015 a Netanya è oro nella 4x50 stile mista, un quartetto azzurro composto da alcuni degli atleti italiani più in forma del momento. Federico Bocchia, Marco Orsi, Silvia Di Pietro ed Erika Ferraioli si sono imposti in 1’29″26 precedendo Russia (1’29″59) e Olanda (1’30″03) un altro oro nella 4x50 mista e argento nella 4x50 stile con 1'24"44 insieme a Filippo Magnini, Marco Orsi e Giuseppe Guttuso.
- Semifinalista nei 50 stile agli Europei in vasca lunga del 2016 a Londra.

## Primati personali
| EVENT             | COURSE | TIME             | DATE                  |
| ----------------- | ------ | ---------------- | --------------------- |
| 50m Stile libero  | 50m    | 21.93 in gommato | 23 Mag 2009 Pescara   |
| 50m Stile libero  | 50m    | 22.01            | 20 Dic 2012 Riccione  |
| 50m Stile libero  | 25m    | 21.19            | 6 Dic 2019 Glasgow    |
| 100m Stile libero | 50m    | 49.36 in gommato | 9 Lug 2009 Ravenna    |
| 100m Stile libero | 25m    | 48.20 in gommato | 21 Dic 2009           |
| 100m Stile libero | 50m    | 50.06            | 8 Giu 2007 Roma       |
| 100m Stile libero | 25m    | 48.47            | 14 Nov 2014 Massarosa |

## Palmarès
| Europei in vasca corta      | 50 m st. libero | ---                     | 4×50 m st. libero               | 4×50 m mx st. libero         | 4x50 mista       |
| 2009 Istanbul Turchia       | 8º 21"45        | ---                     | Bronzo: 1'23"64 frazione: 20"93 | ---                          |                  |
| 2011 Stettino Polonia       | ---             | ---                     | Oro: 1'24"82 frazione: 21"28    | ---                          |                  |
| 2012 Chartres Francia       | 5º 21"61        |                         |                                 |                              |                  |
| 2013 Herning Danimarca      | ---             | ---                     | Argento: 1'23"37                | ---                          |                  |
| 2015 Netanya Israele        | ---             | ---                     | Argento: 1'24"44                | Oro: 1'29"26 frazione: 20"58 | Oro              |
| 2019 Glasgow Regno Unito    |                 |                         | Bronzo: 1'24"50                 |                              |                  |
| Giochi Mondiali Militari    | 50 m st. libero |                         | 4x100m st.libero                |                              | 4x200m st.libero |
| 2011 Rio de Janeiro Brasile | Argento: 23"03  |                         | Oro: 3'21"64                    |                              | Oro: 7'26"7      |
| Universiadi                 | 50 m st. libero | ---                     | 4×100 m st. libero              | ---                          |                  |
| 2007 Bangkok Thailandia     | 8º 23"00        | ---                     | 7º - 3'20"53 frazione: 50"55    | ---                          |                  |
| Giochi del Mediterraneo     | 50 m st. libero | ---                     | ---                             | ---                          |                  |
| 2009 Pescara Italia         | Bronzo 21"93    | ---                     | ---                             | ---                          |                  |
| Europei giovanili           | 50 m st. libero | 100 m st. libero        | 4×100 m st. libero              | 4×100 m mista                |                  |
| 2003 Glasgow Regno Unito    | 4º 23"27        | ---                     | 5º - 3'27"01 frazione: 51"04    | 5º - 3'46"91 frazione: 51"56 |                  |
| 2004 Lisbona Portogallo     | Argento 22"80   | 14º in semifinale 51"87 | Bronzo: 3'23"84 frazione: 50"53 | Argento nuota in batteria    |                  |

## Campionati italiani
6 titoli individuali e 2 in staffetta, così ripartiti:
- 6 nei 50 m stile libero
- 2 nella staffetta 4×50 m mista

nd = non disputata
| Anno | Edizione    | st.libero 50 m | st.libero 4×100 m | mista 4×50 m | mista 4×100 m | stile 4x50 m |
| 2006 | Primaverili | 2              | -                 | nd           | -             |              |
| 2006 | Estivi      | 3              | -                 | nd           | -             |              |
| 2006 | Invernali   | 1              | nd                | nd           | -             |              |
| 2007 | Primaverili | 1              | -                 | nd           | -             |              |
| 2007 | Estivi      | 1              | 3                 | nd           | -             |              |
| 2007 | Invernali   | 3              | nd                | nd           | -             |              |
| 2008 | Primaverili | -              | 3                 | nd           | -             |              |
| 2008 | Estivi      | 1              | -                 | nd           | -             |              |
| 2008 | Invernali   | 3              | nd                | nd           | -             |              |
| 2009 | Primaverili | 3              | -                 | nd           | -             |              |
| 2009 | Estivi      | 1              | -                 | nd           | -             |              |
| 2009 | Invernali   | 2              | nd                | nd           | -             |              |
| 2010 | Invernali   | 2              | nd                | 1            | -             |              |
| 2011 | Estivi      | -              | nd                | 1            | -             |              |
| 2011 | Invernali   | -              | -                 | nd           | 2             |              |
| 2012 | Invernali   | 2              |                   |              |               |              |
| 2013 | Primaverili | 3              |                   |              |               |              |
| 2013 | Invernali   | 1              |                   |              |               |              |
| 2014 | Invernali   | 2              |                   |              |               |              |
| 2015 | Primaverili | 3              |                   |              |               |              |
| 2015 | Invernali   | 2              |                   |              |               |              |
| 2016 | Primaverili | 2              |                   |              |               |              |
| 2017 | Invernali   |                |                   | 3            |               | 3            |